# Aflenz Bürgeralm
 (décembre 2022).
Si vous disposez d'ouvrages ou d'articles de référence ou si vous connaissez des sites web de qualité traitant du thème abordé ici, merci de compléter l'article en donnant les références utiles à sa vérifiabilité et en les liant à la section « Notes et références ».
Aflenz Bürgeralm est une station de ski de taille moyenne, située près de Aflenz Kurort dans le nord-est du Land de Styrie en Autriche.
Le domaine skiable, dépendant d'un enneigement uniquement naturel mais situé à une altitude relativement élevée pour la région, est accessible du parking situé en fond de vallée par un télésiège deux places de construction très ancienne.
Sept km - sur 16 km de pistes annoncés - proviennent de la longue piste bleue (quoique décrite officiellement de difficulté rouge) de retour en vallée, en fait une route à pente très faible dont le niveau d'enneigement ne peut être garanti tout au long de la saison.
Le domaine skiable est principalement centré autour du télésiège trois places qui dessert le Mont Schönleiten (1 810 m).
Aflenz Bürgeralm est membre des deux regroupements de stations de ski Skiregion Ostalpen et Romantik Skiregion.